# Georgina Haig
Georgina Haig, nome artístico de Georgina Hagg (Melbourne, 3 de agosto de 1985) é uma atriz australiana de cinema e televisão conhecida por seu papel na série infantil da televisão australiana, The Elephant Princess, assim como seus papéis nas séries americanas Fringe e Once Upon a Time, nas quais interpretou Henrietta “Etta” Bishop e a rainha Elsa.

## Vida e carreira
Nasceu em 3 de agosto de 1985 em Melbourne, Austrália. Seus pais são Gillian e Russel Hagg. Possui um irmão mais novo de nome Julian Hagg. Formou-se em 2008 pela Western Australian Academy of Performing Arts. Desde então já fez várias aparições em filmes e séries de televisão australianas, tais como Road Kill, Wasted On The Young, Underbelly: A Tale of Two Cities e Dance Academy. Também fez uma participação em The Elephant Princess em 2011.
Em 2011, disputou o papel de Andrômeda no filme Fúria de Titãs 2 (2012, Warner Bros), ao lado de outras atrizes. O papel acabou ficando com Rosamund Pike. Georgina também foi considerada para o papel de Gwen Stacy, em The Amazing Spider-Man  (2012, Columbia Pictures), porém acabou perdendo para Emma Stone.
Em 2012, Haig participou da série americana de ficção científica da Fox, Fringe como Henrietta “Etta” Bishop.
Em 2014, juntou-se ao elenco da série americana de fantasia da ABC, Once Upon a Time interpretando o papel de Rainha Elsa de Arendelle, irmã mais velha da Princesa Anna (Elizabeth Lail), personagens do filme de animação Frozen.

## Filmografia
| Ano  | Nome                | Personagens       | Notas          |
| ---- | ------------------- | ----------------- | -------------- |
| 2008 | Iris                | Chloe             | Curta Metragem |
| 2008 | Lost & Found        | Louisa            | Curta Metragem |
| 2010 | Lest We Forget      | Cheryl            | Curta Metragem |
| 2010 | Road Train          | Liz               |                |
| 2010 | Wasted on The Young | Simone            |                |
| 2011 | Recon 6             | Christine         | Curta Metragem |
| 2011 | Crawl               | Marilyn Burns     |                |
| 2012 | The Sapphires       | Glynnis           |                |
| 2013 | The Mule            | Jasmine Griffiths |                |

### Televisão
| Ano     | Título                                          | Papel                   | Episódios                               | Notas |
| ------- | ----------------------------------------------- | ----------------------- | --------------------------------------- | ----- |
| 2009-10 | Underbelly: A Tale of Two Cities                | Georgina Freeman        | 6 episódios                             |       |
| 2010    | Rescue: Special Ops                             | Emma Griffiths          | 3 episódios                             |       |
| 2011    | The Elephant Princess                           | Zamira                  | Papel principal                         |       |
| 2012    | Fringe                                          | Henrietta "Etta" Bishop | 5 episódios                             |       |
| 2012    | A Moody Christmas                               | Patience                | 1 episódio                              |       |
| 2013    | The Elegant Gentleman's Guide to Knife Fighting | Various characters      | 6 episódios                             |       |
| 2014    | INXS: Never Tear Us Apart                       | Paula Yates             | 2 episódios                             |       |
| 2014    | Reckless                                        | Lee Anne Marcus         |                                         |       |
| 2014    | Once Upon a Time                                | Elsa                    | 4ª Temporada (recorrente; 12 episódios) |       |
| 2015    | Maximum Choppage                                | Elle                    | Elenco principal                        |       |
| 2015    | Childhood's End                                 | Annabel Stormgren       | Minissérie                              |       |
| 2016    | Limitless                                       | Piper Baird             | 4 episódios                             |       |
| 2018    | The Crossing                                    | Dr. Sophie Forbin       | 9 episódios                             |       |
| 2018    | Radio Silence                                   | Jill Peterman           | Telefilme                               |       |
| 2019    | Secret Bridesmaids' Business                    | Olivia                  | Minissérie                              |       |